# Suraj Sharma
Suraj Sharma (ur. 21 marca 1993) – indyjski aktor filmowy. Znany z roli Pi Patela w filmie Życie Pi, która była jednocześnie jego debiutem i za którą dostał nominacje między innymi do nagród BAFTA i Saturn.

## Filmografia
- 2012: Życie Pi jako Pi Patel
- 2014: Million Dollar Arm jako Rinku Singh
- 2015: Umrika jako Ramakant
- 2014: Homeland jako Aayan Ibrahim (serial TV)
- 2016: Burn Your Maps jako Ismail